# Storvik
Storvik ist ein Ort (tätort) in der schwedischen Provinz Gävleborgs län und der historischen Provinz Gästrikland in der Gemeinde Sandviken.
Der Ort liegt 15 km westlich des Hauptortes der Gemeinde, Sandviken. Storvik war 1924–1970 eine Minderstadt (schwedisch köping) und wurde am 1. Januar 1971 in die Gemeinde Sandviken eingemeindet.

## Geschichte
Die Eisenbahn Gävle-Dala Järnväg (heute Bergslagsbanan) wurde nach Storvik im Jahre 1858 eröffnet (damalige Bahnhof war Storviks övre). Im Jahre 1875 wurde ein neues Bahnhof Storvik angelegt als die Norra stambana Stockholm–Uppsala–Krylbo–Storvik hier ihre Etappenziel erreichte, 218 km von Stockholm. Die Fortsetzung nach Ockelbo und Ånge folgte im Jahre 1876 bis 1881.
Das Bahnhofsgebäude (Storviks station) von Mitte der 1870er Jahre wurde vom Architekten Adolf W. Edelsvärd entworfen.
Der Ort wurde laut Stadtplanung mit einem rechtwinkligen Straßennetz bebaut. Nahe dem Bahnhof liegen das ehemalige Postamt und das ehemalige Gerichtsgebäude (tingshus). Storvik hat einige Industriebetriebe, z. B. ABB Service AB.